# Scapheremaeus quadrilineatus
Scapheremaeus quadrilineatus är en kvalsterart som beskrevs av Sandór Mahunka 1978. Scapheremaeus quadrilineatus ingår i släktet Scapheremaeus och familjen Cymbaeremaeidae. Inga underarter finns listade i Catalogue of Life.